# 田中康男
田中 康男（たなか やすお、1955年1月25日 - ）は、IBC岩手放送の元アナウンサー。岩手県奥州市（旧・水沢市）生まれ。

## 経歴
岩手県立水沢高等学校を経て、明治大学卒業後の1977年にアナウンサーとしてIBCへ入社し、主に情報番組やスポーツ中継等を担当。一時期TBSへ出向し、JNNおはようニュース&スポーツのスポーツキャスターを務めたことがある。1997年にテレビ制作部へ異動しディレクター、岩手ケーブルテレビジョン出向、テレビ営業局中部支社専任部長、県南支社専任部長、報道局報道部専任部長等を経て、定年前の役職は県南支社長。報道部在籍時はニュースエコーの岩手県のスポーツ情報を伝えるコーナー『がんスポ!』のキャスターとして、再び視聴者の前に登場していた。2015年で定年を迎えたが、退職したか引き続き在職しているかは不明。
各種特番ではバラエティー班の位置づけでMCやレポーターを数多く担当。1980年代から1990年代半ばまでスポーツ中継の顔的存在でもあったが、競馬実況だけは担当していない。但し、競馬中継のMCとしては登場している。

## 主な担当番組
ラジオ
- エンドーミュージックショーウインドー
- 田中康男のど〜んと土曜日
- 爆発ワイドラジオ新鮮組
- おはよう朝一番
- サタデーナイトパーティー
- ワイドステーション
- パンVSごはん（ごはん派の救世主、ちなみにパン派の帝王は照井健アナ）

ほか
テレビ
- JNNおはようニュース&スポーツ（スポーツキャスター、TBSへ出向）
- ときめきワイド230（MC）
- ニュースエコー（スポーツキャスター、金曜特集『がんスポ!』キャスター）
- IBC競馬ライブ（MC）
- 各種スポーツ中継（野球、ラグビー、ゴルフ、バレーボール、綱引き、マラソン等）

ほか